# Municipis de Qatar
Des del 2015, Qatar s'ha dividit en vuit municipis o baladiyyes. Un nou municipi, Al Daayen, va ser creat sota la Resolució núm. 13, format per parts d'Umm Salal i Al Khawr; al mateix temps, Al Ghuwariyah es va fusionar amb Al Khawr; Al Jumaliyah es va fusionar amb Al Rayyan; Jarayan al Batnah es va dividir entre Al Rayyan i Al Wakrah; i Mesaieed es va fusionar amb Al Wakrah. El 2014, la ciutat occidental d'Al-Shahaniya es va separar del municipi d'Al Rayyan per formar el seu propi municipi.
A efectes estadístics, els municipis se subdivideixen a més en 98 zones (a partir del 2015), que al seu torn se subdivideixen en districtes i blocs, sent aquests últims la subdivisió més baixa.

## Municipis
| clau | Municipi (baladiyya) | بلدية    | Població (2015) | Àrea (km²) | Àrea (mi2) |
| ---- | -------------------- | -------- | --------------- | ---------- | ---------- |
| 1    | Al Shamal            | الشمال   | 8.794           | 859,8      | 331,9      |
| 2    | Al Khor              | الخور    | 202.031         | 1.613,3    | 622,8      |
| 3    | Al-Shahaniya         | الشحانية | 187.571         | 3.309,0    | 1.277,6    |
| 4    | Umm Salal            | أم صلال  | 90.835          | 318.4      | 122,9      |
| 5    | Al Daayen            | الضعاين  | 54.339          | 290.2      | 112.0      |
| 6    | Ad Dawhah (Doha)     | الدوحة   | 956.457         | 202.7      | 78.3       |
| 7    | Al Rayyan            | الريان   | 605.712         | 2.450      | 946,0      |
| 8    | Al Wakrah            | الوكرة   | 299.037         | 2.577,7    | 995,2      |
|      | Dawlat Qatar         | دولة قطر | 2.404.776       | 11.621,1   | 4.486,7    |

## Antics municipis
- Al Jemailiya (fins al 2004)[6]
- Al Ghuwariyah (fins al 2004)[6]
- Jariyan al Batnah (fins al 2004)[6]
- Mesaieed (Umm Sa'id) (fins al 2006)[7]